# Funivie aeree della Svizzera

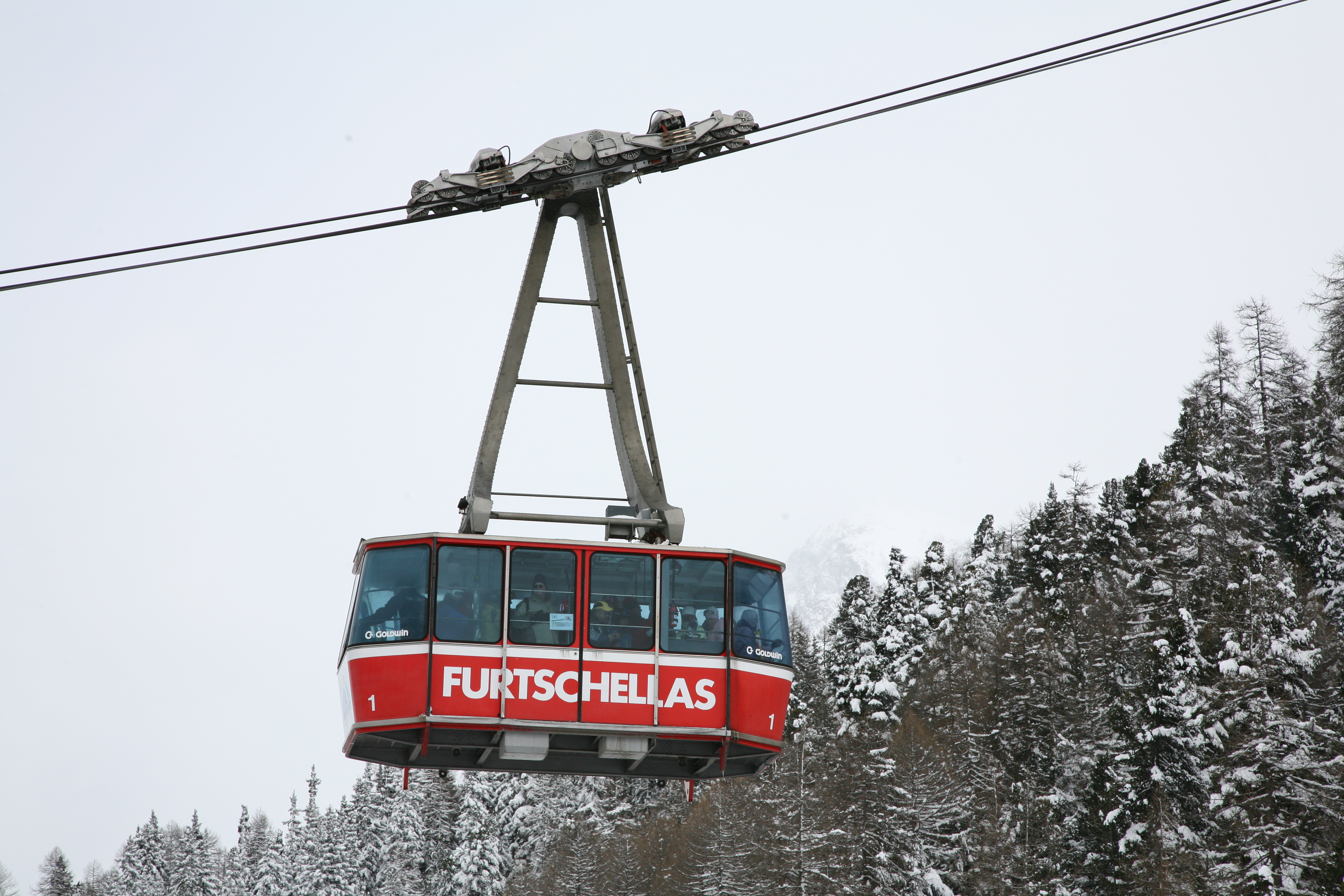
Una cabinovia in Engadina

Questa lista di funivie aeree in Svizzera riporta tutte le funivie aeree, cabinovie e seggiovie della  Svizzera che circolano seguendo un orario regolare. Alcune funivie sono suddivise in diverse sezioni, perché sarebbero troppo lunghe per un'unica sezione. Normalmente bisogna cambiare nelle stazioni intermedie.

## Funivie (cabine chiuse con più di 6 posti)
- Nota: l'acronimo è quello della società che gestisce la ferrovia, e non quello della funivia stessa.

| Acro- nimo | Cantone            | Tratta                                            | Se- zioni | Lunghezza Metri | Altezza metri |
| ---------- | ------------------ | ------------------------------------------------- | --------- | --------------- | ------------- |
| .          | Svitto             | Brunnen – Urmiberg                                | 1         | 1500            | 702           |
| .          | Nidvaldo           | Emmetten – Niederbauen                            | 1         | 1812            | 800           |
| .          | Svitto             | Ried - Illgau Dorf                                | 1         | 312             | 224           |
| .          | Berna              | Kandersteg – Allmenalp                            | 1         | 1113            | 544           |
| .          | Svitto             | Sahli (Bisistal) – Glattalp                       | 1         | 2197            | 722           |
| .          | Grigioni           | Arvigo – Braggio                                  | 1         | 891             | 480           |
| .          | Obvaldo            | Engelberg – Fürenalp                              | 1         | 1665            | 850           |
| .          | Nidvaldo           | Fellboden – Bannelalp                             | 1         | 1509            | 678           |
| .          | Grigioni           | Vicosoprano (località Pranzaira) – Albigna        | 1         | 2400            | 900           |
| .          | Uri                | St. Jakob – Gitschenen                            | 1         | 1978            | 550           |
| ABB        | Grigioni           | Arosa – Weisshorn                                 | 2         | 3234            | 887           |
| AGS        | Uri                | Andermatt – Gemsstock                             | 2         | 4030            | 1523          |
| ARBAG      | Vallese            | Mörel – Greich – Riederalp                        | 1         | 2798            | 1141          |
| BBBJ       | Grigioni           | Davos Platz – Ischalp – Jakobshorn                | 2         | 3141            | 1054          |
| BBD        | Grigioni           | Disentis – Caischavedra                           | 1         | 2060            | 635           |
| BBE        | Nidvaldo           | Beckenried – Klewenalp                            | 1         | 3038            | 1142          |
| BCD        | Grigioni           | Coira – Känzeli – Brambrüesch                     | 2         | 2540            | 1000          |
| BET        | Obvaldo            | Trübsee – Stand – Titlis                          | 2         | 3308            | 1231          |
| .          | Vallese            | Betten – Betten Dorf – Bettmeralp                 | 2         | 2482            | 1080          |
| BFL        | Grigioni           | Flims – Foppa                                     | 1.        | 1700            | 326           |
| BFL        | Grigioni           | Laax – Crap Sogn Gion – Crap Masegn               | 1.& 2.    | 6979            | 1394          |
| BUIC       | San Gallo          | (Unterwasser - ) Iltios – Chäserrugg              | 1         | 3450            | 912           |
| CBV        | Vallese            | Wallis – Vercorin                                 | 1         | 1820            | 782           |
| CIT        | Ticino             | Orselina – Cardada                                | 1         | 2050            | 945           |
| CMA        | Vallese            | Cabane-des-Violettes – Glacier-de-Plaine-Morte    | 1         | 3200            | 700           |
| CMA        | Vallese            | Crans-sur-Sierre – Merbé – Cry-d'Er-Bellalui      | 2. & 3.   | 2612            | 610           |
| DPB        | Grigioni           | Parsennhütte – Weissfluhjoch                      | 1         | 2400            | 465           |
| DPB        | Grigioni           | Weissfluhjoch – Weissfluhgipfel                   | 1         | 700             | 154           |
| EB         | Obvaldo            | Engelberg – Brunni (Ristis)                       | 1         | 1193            | 582           |
| Embd       | Vallese            | Embd – Schalb                                     | 1         | 902             | 493           |
| Embd       | Vallese            | Kalpetran – Embd                                  | 1         | 940             | 504           |
| FAB        | Ticino             | Airolo – Pesciüm                                  | 1         | 1200            | 570           |
| FBS        | Ticino             | Brusino Arsizio – Serpiano                        | 1         | 935             | 365           |
| FE         | Vallese            | Fiesch – Fiescheralp – Eggishorn                  | 2         | 4774            | 1820          |
| FIPC       | Ticino             | Intragna –Borgnone                                | 1         | 1055            | 300           |
| FRVR       | Ticino             | Verdasio – Rasa                                   | 1         | 1105            | 358           |
| FSCR       | Ticino             | San Carlo – Robiei                                | 1         | 4033            | 850           |
| Glacier    | Vaud               | Col du Pillon – Glacier des Diablerets            | 2         | 3622            | 1385          |
| Glacier    | Berna              | Reusch – Oldenegg                                 | 1.        | 1624            | 572           |
| Kanton     | Berna              | Isenfluh – Sulwald                                | 1         | 781             | 436           |
| KI BMA     | Grigioni           | (Buochwald) Malans – Älpli                        | 1         | 3470            | 1194          |
| KIAB       | Uri                | Attinghausen (Ballweg) – Brüstli                  | 2         | 2827            | 1060          |
| KIBBK      | Uri                | Bürglen – Biel (Kinzig)                           | 1         | 2932            | 979           |
| KIBG       | Uri                | Bristen – Golzern                                 | 1         | 1335            | 590           |
| KIFE       | Grigioni           | Fanas – Eggli                                     | 1         | 2700            | 780           |
| KIIA       | Uri                | Intschi – Arnisee                                 | 1         | 1319            | 713           |
| KILFS      | San Gallo          | Frümsen – Stauberen                               | 1         | 2289            | 1244          |
| KILUF      | Uri                | Urnerboden – Fisetengrad                          | 1         | 2290            | 632           |
| KIRT       | Ticino             | Rodi – Lago Tremorgio                             | 1         | 1495            | 897           |
| KISL       | Grigioni           | Selma – Landarenca                                | 1         | 737             | 362           |
| KL NM      | Glarona            | Niederurnen – Morgenholz                          | 1         | 2100            | 522           |
| KW         | Berna              | Gsteig – Sanetsch                                 | 1         | 2066            | 852           |
| LAA        | Uri                | Amsteg – Arnisee                                  | 1         | 1348            | 790           |
| LAF        | Zurigo             | Adliswil – Felsenegg                              | 1         | 1048            | 307           |
| LBB        | Vallese            | Blatten – Belalp                                  | 1         | 1780            | 758           |
| LBD        | Grigioni           | Bernina Diavolezza – Diavolezza                   | 1         | 3574            | 882           |
| LBH        | Svitto             | Brunni – Holzegg                                  | 1         | 1503            | 305           |
| LBHK       | Appenzello Interno | Brülisau – Hoher Kasten                           | 1         | 2716            | 857           |
| LCL        | Grigioni           | Curtinatsch – Piz Lagalb                          | 1         | 2381            | 783           |
| LDB        | Obvaldo            | Distelboden (Melchsee-Frutt) – Bonistock          | 1         | 1008            | 260           |
| LDN        | Nidvaldo           | Dallenwil – Niederrickenbach                      | 1         | 2380            | 654           |
| LDP        | Grigioni           | Dörfji – Mitteltälli (Pischa)                     | 1         | 2060            | 680           |
| LDW        | Nidvaldo           | Dallenwil – Wirzweli                              | 1         | 2060            | 650           |
| LEE        | Berna              | Elsigbach (Frutigen) – Elsigenalp                 | 1         | 1500            | 475           |
| LESt       | Berna              | Erlenbach im Simmental – Chrindi – Stockhorn      | 2         | 4010            | 1412          |
| LFB        | Vallese            | Fürgangen – Bellwald                              | 1         | 1430            | 360           |
| LFCh       | Nidvaldo           | Fell (Oberrickenbach) – Chrüzhütte                | 1         | 1853            | 815           |
| LFE        | Uri                | Flüelen – Eggberge                                | 1         | 1876            | 1010          |
| LGJ        | Vallese            | Gampel – Jeizinen                                 | 1         | 1957            | 885           |
| LGP        | Berna              | Grindelwald – Pfingstegg                          | 1         | 1046            | 360           |
| LJK        | Appenzello Interno | Jakobsbad – Kronberg                              | 1         | 3223            | 772           |
| LKM        | Glarona            | Kies – Mettmen                                    | 1         | 1249            | 577           |
| LKP        | Grigioni           | Klosters – Gotschnaboden – Gotschnagrat (Parsenn) | 2         | 2953            | 1097          |
| LKR        | Lucerna            | Kräbel – Rigi-Scheidegg                           | 1         | 1800            | 890           |
| LKS        | Berna              | Kandersteg – Sunnbüel (Gemmi)                     | 1         | 2430            | 733           |
| LKüS       | Svitto             | Küssnacht am Rigi – Seebodenalp                   | 1         | 2200            | 574           |
| LLAT       | Vallese            | Leukerbad – Rinderhütte                           | 1         | 1846            | 925           |
| LLG        | Vallese            | Leukerbad – Passo della Gemmi                     | 1         | 1974            | 916           |
| LLPR       | Grigioni           | Lenzerheide-Scharmoin – Parpaner Rothorn          | 2         | 3399            | 1356          |
| LLS        | Obvaldo            | Lungern – Turren                                  | 1         | 1570            | 845           |
| LMS        | Svitto             | Morschach – Stoos                                 | 1         | 2200            | 574           |
| LMW        | Glarona            | Matt – Weissenberg                                | 1         | 800             | 410           |
| LRE        | Vallese            | Raron – Eischoll                                  | 1         | 1778            | 610           |
| LRF        | Grigioni           | Rhäzüns – Feldis/Veulden                          | 1         | 2300            | 800           |
| LRHR       | Svitto             | Rickenbach – Rotenfluh                            | 2         | 2585            | 917           |
| LRU        | Vallese            | Raron – Unterbäch                                 | 1         | 2139            | 588           |
| LSBR       | Lucerna            | Sörenberg Schönenboden – Brienzer Rothorn         | 1         | 2740            | 1040          |
| LSC        | Grigioni           | Surlej/Silvaplana – Murtél – Corvatsch            | 2         | 4450            | 1433          |
| LSG        | Vallese            | Stalden – Staldenried – Gspon                     | 2         | 2762            | 1095          |
| LSH        | Uri                | Schattdorf – Haldi                                | 1         | 1270            | 601           |
| LSMF       | Grigioni           | Sils Maria – Furtschellas                         | 1         | 1490            | 517           |
| LSMS       | Berna              | Stechelberg – Mürren – Schilthorn                 | 4         | 6967            | 2103          |
| LSS        | San Gallo          | Schwägalp – Säntis                                | 1         | 2307            | 1123          |
| LTUO       | Vallese            | Turtmann – Unterems – Oberems                     | 1         | 1947            | 694           |
| LUBE       | Berna              | Unter dem Birg (Adelboden) – Engstligenalp        | 1         | 1224            | 568           |
| LUOT       | San Gallo          | Unterterzen – Tannenbodenalp                      | 2         | 3370            | 951           |
| LWE        | Appenzello Interno | Wasserauen – Ebenalp                              | 1         | 1514            | 723           |
| LWL        | Vallese            | Wiler – Lauchernalp                               | 1         | 1197            | 566           |
| LWM        | Berna              | Wengen – Männlichen                               | 1         | 1900            | 930           |
| LWS        | Svitto             | Weglosen – Seebli (Hoch-Ybrig)                    | 1         | 1780            | 425           |
| MBL        | Berna              | Lenk (Rotenbach) – Metsch                         | 1         | 970             | 472           |
| MHB        | Berna              | Meiringen – Hasliberg Reuti                       | 1         | 1474            | 400           |
| PB         | Lucerna            | Fräkmüntegg – Pilatus Kulm                        | 1         | 1400            | 650           |
| PDF        | Vallese            | Fontaines – Plan-du-Fou                           | 1         | 738             | 300           |
| RB         | Lucerna            | Weggis – Rigi Kaltbad                             | 1         | 2310            | 924           |
| SMBB       | Grigioni           | St. Moritz Bad – Signal                           | 1         | 1817            | 367           |
| SMBB       | Grigioni           | St. Moritz – Corviglia – Piz Nair                 | 3.        | 4555            | 1247          |
| SSSF       | Svitto             | Stoos – Fronalpstock                              | 1         | 2110            | 563           |
| SthB       | Nidvaldo           | Stans – Stanserhorn                               | 2         | 3941            | 1400          |
| TCLD       | Vallese            | Dixence – Lac des Dix                             | 1         | 592             | 234           |
| TCO        | Vaud               | Château-d'Œx – La Montagnette (La Braye)          | 1.        | 3176            | 684           |
| TCP        | Vallese            | Champéry – Planachaux                             | 1         | 2144            | 899           |
| TDCh       | Vallese            | Dorénaz – Champex-d'Alesse                        | 2         | 1373            | 673           |
| TDN        | Vallese            | Tortin – Col des Gentianes – Mont Fort            | 2         | 4685            | 1258          |
| TPFM       | Friborgo           | Plan-Francey – Moléson                            | 2.        | 1101            | 459           |
| TRI        | Vallese            | Riddes – Isérables                                | 1         | 1988            | 616           |
| TV         | Vallese            | La Chaux – Col des Gentianes                      | 1         | 2505            | 640           |
| TV         | Vallese            | Les Attelas – Mont Gelé                           | 1         | 874             | 295           |
| TZS        | Vallese            | Zinal – Sorebois                                  | 1         | 2000            | 775           |
| Zermatt    | Vallese            | Gornergrat – Hohtälli – Stockhorn                 | 2         | 3190            | 300           |
| Zermatt    | Vallese            | Blauherd – Rothorn                                | 3.        | 1009            | 525           |
| Zermatt    | Vallese            | Gant – Hohtälli                                   | 1         | 2707            | 1057          |
| Zermatt    | Vallese            | Hohtälli – Rote Nase                              | 1         | 687             | 12            |
| Zermatt    | Vallese            | Furi – Trockener Steg – Klein Matterhorn          | 2. & 3.   | 7188            | 1952          |

## Cabinovie (cabine a gondola fino a 8 posti)
| Acro- nimo | Cantone          | Tratta                                           | Se- zioni | Lunghezza metri | Altezza metri |
| ---------- | ---------------- | ------------------------------------------------ | --------- | --------------- | ------------- |
|            | Vallese          | Mörel-Filet – Tunetschalp                        | 1         | 1100            | 600           |
|            | Grigioni         | Schifer – Weissfluhjoch                          | 2         | 5345            | 1101          |
| ABB        | Grigioni         | Arosa – Hörnli                                   | 1         | 3108            | 644           |
| ARBAG      | Vallese          | Mörel – Ried – Riederalp                         | 2         | 3017            | 1149          |
| ASB        | Berna            | Adelboden – Oey – Sillerenbühl                   | 2         | 4798            | 798           |
| BB         | Vallese          | Bettmeralp – Bettmerhorn                         | 1         | 2371            | 661           |
| BBCh       | Grigioni         | Coira - Känzeli – Brambrüesch                    | 2.        | 2540            | 1000          |
| BBE        | Nidvaldo         | Emmetten – Stockhütte                            | 1         | 1565            | 524           |
| BET        | Obvaldo          | Engelberg – Trübsee                              | 1         | 2880            | 784           |
| BGF        | Berna            | Grindelwald – First                              | 3         | 5132            | 1103          |
| BGR        | Grigioni         | Davos Glaris – Jatzmeder (Rinerhorn)             | 1         | 1833            | 590           |
| BKM        | Grigioni         | Klosters – Madrisa                               | 1         | 2300            | 746           |
| BLB        | Berna            | Lenk – Betelberg                                 | 2         | 3698            | 844           |
| BSB        | Glarona          | Braunwald – Grotzenbühl                          | 2         | 1550            | 325           |
| BSS        | Berna            | Zweisimmen – Rinderberg                          | 2         | 5040            | 1057          |
| CBB        | Grigioni         | Celerina – Marguns                               | 1         | .               | .             |
| CMA        | Vallese          | Aminona – Petit Mont Bonvin                      | 1         | 2410            | 864           |
| CMA        | Vallese          | Crans-sur-Sierre – Merbé – Cry-d'Er (- Bellalui) | 1. & 2.   | 3073            | 767           |
| CMA        | Vallese          | Montana – Grand-Signal – Cry-d'Er                | 2         | 1800            | 900           |
| CMA        | Vallese          | Montana- Zaumiau – Cabane des Violettes          | 2         | 2500            | 750           |
| FFCB       | Grigioni         | Alpe Fracch (San Bernardino) – Confin Basso      | 1         | 1220            | 316           |
| FML        | Ticino           | Miglieglia – Monte Lema                          | 1         | 2690            | 885           |
| FRAF       | Ticino           | Rivera – Alpe Foppa (Monte Tamaro)               | 1         | 2565            | 1055          |
| GGM        | Berna            | Grindelwald – Männlichen                         | 2         | 6239            | 1282          |
| BGF        | Berna            | Grindelwald – First                              | 3         | 5220            | 1103          |
| LGE        | Berna            | Gstaad – Eggli                                   | 1         | 1462            | 514           |
| LGH        | Vallese          | Grächen – Hannigalp                              | 1         | 2323            | 479           |
| LGHa       | Berna            | Geils – Hahnenmoos                               | 1         | 1450            | 240           |
| LGSH       | Vallese          | Grächen – Seetalhorn                             | 1         | 2806            | 1220          |
| LGW        | Berna            | Gstaad – Höhi Wispile                            | 2         | 3040            | 860           |
| LHA        | San Gallo        | Oberschan – Hotel Alvier                         | 1         | 1265            | 303           |
| LLAT       | Vallese          | Albinenleitern – Rinderhütte                     | 2         | 2385            | 768           |
| LMM        | Lucerna          | Marbach – Marbachegg                             | 1         | 1980            | 588           |
| LORB       | Svitto           | Gersau-Obergschwänd – Rigi Burggeist             | 1         | 1892            | 531           |
| LRR        | Vallese          | Ried-Brig – Rosswald                             | 1         | 1716            | 781           |
| LRW        | Basilea Campagna | Reigoldswil – Wasserfallen                       | 1         | 1933            | 384           |
| LSF        | Vallese          | Saas Fee – Spielboden                            | 1         | ?               | ?             |
| LSF        | Vallese          | Saas Fee – Hannig                                | 1         | 1120            | 550           |
| LSF        | Vallese          | Saas Fee – Plattjen                              | 1         | 2005            | 767           |
| LSM        | Nidvaldo         | Stöckalp – Melchsee-Frutt                        | 1         | 3296            | 835           |
| LSöR       | Lucerna          | Sörenberg – Rossweid                             | 1         | 1475            | 305           |
| LSWP       | San Gallo        | Wangs – Furt (-Pizolhütte)                       | 2         | 3239            | 985           |
| LTK        | Berna            | Hasliberg-Twing – Käserstatt                     | 1         | 2414            | 662           |
| LTM        | San Gallo        | Tannenboden – Maschgenkamm                       | 1         | 3298            | 619           |
| MHB        | Berna            | Hasliberg-Reuti – Bidmi – Mägisalp               | 2         | 2390            | 643           |
| MHB        | Berna            | Mägisalp – Planplatten (Alpen tower)             | 1         | 2123            | 520           |
| PB         | Lucerna          | Kriens – Fräkmüntegg                             | 1         | 4968            | 900           |
| PSFS       | Grigioni         | Scuol – Motta Naluns                             | 1         | 2310            | 855           |
| RLS        | Berna            | Schönried – Rellerligrat                         | 1         | 2080            | 588           |
| SAS        | San Gallo        | Alt St. Johann - Alp Sellamatt (Kombibahn)       | 1         | 1490            | 501           |
| SBE        | Glarona          | Elm – Empächli                                   | 1         | 1155            | 465           |
| SBN        | Berna            | (Beatenbucht-) Beatenberg – Niederhorn           | 2.        | .               | 1950          |
| SBR        | San Gallo        | Bad Ragaz – Pardiel (-Laufböden)                 | 1. & 2.   | 2500            | 600           |
| STP        | San Gallo        | Tannenheim – Prodalp (-Prodkamm)                 | 1.        | 3240            | 720           |
| SWG        | San Gallo        | Wildhaus Tobel – Gamplüt                         | 1         | 1208            | 268           |
| TAPM       | Vallese          | Anzère – Pas de Maimbré                          | 1         | 2200            | 836           |
| TChV       | Friborgo         | Charmey – Vounetse                               | 1         | 3160            | 745           |
| TCO        | Vaud             | Château-d'Œx – La Montagnette (La Braye)         | 2.        | 3176            | 684           |
| TDI        | Vaud             | Les Diablerets – Isenau                          | 1         | 2395            | 575           |
| TDN        | Vallese          | Nendaz-Station – Tracouet                        | 1         | 2270            | 800           |
| TGB        | Vallese          | Grimentz – Bendolla                              | 1         | 1320            | 530           |
| TL         | Vaud             | Leysin – Berneuse                                | 1         | 1920            | 710           |
| TM         | Vallese          | Les Marécottes – La Creusaz                      | 1         | 1370            | 660           |
| TRV        | Vaud             | Rougemont – La Videmanette                       | 2         | 3112            | 1187          |
| TV         | Vallese          | Croix-des-Ruinettes – Les Attelas                | 1         | 1539            | 534           |
| TV         | Vallese          | Le Châble – Verbier                              | 1         | 2385            | 704           |
| TV         | Vallese          | Les Creux – Savoleyres                           | 1         | 2065            | 748           |
| TV         | Vallese          | Tortin – Col de Chassoure                        | 1         | 2250            | 698           |
| TV         | Vallese          | Tzoumaz – Savoleyres                             | 1         | 2850            | 809           |
| TV         | Vallese          | Verbier – Croix des Ruinettes                    | 1         | 1620            | 667           |
| TVG        | Vaud             | La Barboleuse – Les Chaux                        | 1         | 2570            | 574           |
| TVG        | Vaud             | Villars-sur-Ollon – Roc-d'Orsay                  | 1         | 1198            | 679           |
| TVT        | Vallese          | Mayens-de-l'Hôpital – Thyon                      | 1         | 2200            | 700           |
| TVT        | Vallese          | Veysonnaz – Thyon                                | 1         | 2700            | 800           |
| VBR        | Vallese          | Riederalp – Moosfluh                             | 1         | 1798            | 450           |
| WAB        | Grigioni         | Laax-Crap Masegn – Vorabgletscher                | 3.        | 3669            | 808           |
| Zermatt    | Vallese          | Zermatt – Furi – Schwarzsee                      | 2         | 3644            | 953           |
| Zermatt    | Vallese          | Zermatt – Sunegga                                | 1         | 1590            | 690           |

## Seggiovie (sedie aperte fino a 4 posti)
| Acro- nimo | Cantone       | Tratta                                              | Se- zioni | Lunghezza metri | Altezza metri |
| ---------- | ------------- | --------------------------------------------------- | --------- | --------------- | ------------- |
| .          | Friborgo      | Schwarzsee/Lac-Noir – Riggisalp                     | 1         | 1286            | 450           |
| AGS        | Uri           | Andermatt – Nätschen                                | 1         | 1152            | 414           |
| AGS        | Uri           | Nätschen – Stöckli                                  | 1         | 1417            | 456           |
| BB         | Vallese       | Bettmeralp – Schönbiel                              | 1         | 1670            | 340           |
| BET        | Berna         | Engstlenalp – Jochpass                              | 1         | 1273            | 273           |
| BET        | Obvaldo       | Trübsee – Jochpass                                  | 1         | 1459            | 439           |
| BPA        | Grigioni      | Breil/Brigels – Burleun                             | 1         | 1474            | 408           |
| BSB        | Glarona       | Braunwald – Kleiner Gumen                           | 1         | 2054            | 590           |
| CIT        | Ticino        | Cardada – Cimetta                                   | 1         | 919             | 314           |
| GIW        | Vallese       | Visperterminen – Giw                                | 1         | 1600            | 622           |
| Glacier    | Berna         | (Reusch)- Oldenegg – Cabane des Diablerets          | 2.        | 1624            | 572           |
| LBDS       | Grigioni      | Churwalden – Alp Stätz                              | 1         | 1756            | 686           |
| LLPR       | Grigioni      | Val Sporz – Tgantieni – Piz Scalottas (Lenzerheide) | 2         | 2947            | 820           |
| PWLS       | Obvadlo       | Turren – Schönbühl                                  | 1         | 2311            | 481           |
| LSWP       | San Gallo     | (Wangs)- Furt – Pizolhütte                          | 3. & 4.   | 2700            | 744           |
| LTK        | Berna         | Käserstatt – Hochsträs                              | 1         | 1537            | 355           |
| PAGC       | Grigioni      | Churwalden – Pradaschier                            | 1         | 1765            | 478           |
| PSFS       | Grigioni      | Ftan Fionas – Natéas                                | 1         | 1400            | 400           |
| PSR        | Grigioni      | Dieni – Milez                                       | 1         | 2202            | 430           |
| SAS        | San Gallo     | Alt St. Johann – Alp Selamatt (Kombibahn)           | 1         | 1490            | 501           |
| SAS        | San Gallo     | Alp Sellamatt - Ruestel                             | 1         | 1133            | 297           |
| SB         | Grigioni      | Savognin – Tigignas – Somtgant                      | 2         | 3357            | 934           |
| SBA        | San Gallo     | Amden – Niederschlag                                | 1         | 1400            | 360           |
| SBA        | Grigioni      | Bergün – Pros da Darlux – Alp Darlux                | 2         | 2237            | 897           |
| SBR        | San Gallo     | (Bad Ragaz-) Pardiel – Laufböden                    | 3.        | 2500            | 600           |
| SBR        | Vallese       | Bellwald – Richinen – Steibenkreuz                  | 2         | 2713            | 857           |
| SFH        | Glarona       | Filzbach – Habergschwänd                            | 1         | 1650            | 545           |
| SFM        | Grigioni      | Feldis – Mutta                                      | 1         | 1430            | 488           |
| SHE        | Berna         | Schönried – Horneggli                               | 1         | 1994            | 537           |
| SHS        | Svitto        | Sattel – Mostelberg                                 | 1         | 1750            | 410           |
| SKO        | Berna         | Kandersteg – Oeschinen                              | 1         | 1405            | 485           |
| SKR        | San Gallo     | Krümmenschwil – Rietbach (Wolzenalp)                | 1         | 2025            | 380           |
| SKRa       | Berna         | Kiental – Ramslauenen                               | 1         | 1405            | 438           |
| SMS        | Liechtenstein | Malbun – Sareis                                     | 1         | 850             | 400           |
| SMSR       | Grigioni      | Suvretta – Randolins – Munt da San Murezzan         | 2         | 830             | 275           |
| SOSt       | Svitto        | Oberiberg (Laucheren) – Seinboden                   | 1         | 2174            | 397           |
| SOW        | Soletta       | Oberdorf – Weissenstein                             | 2         | 2339            | 626           |
| SPL        | Grigioni      | Pontresina – Alp Languard                           | 1         | 1358            | 485           |
| SSA        | San Gallo     | Schutt – Atzmännig                                  | 1         | 1300            | 360           |
| SSAF       | Vallese       | Saas Almagell – Furggstalden                        | 1         | 557             | 220           |
| SSC        | Grigioni      | Sedrun – Cungieri                                   | 1         | 1100            | 450           |
| SSKS       | Svitto        | Seebli – Klein Sternen (Hoch-Ybrig)                 | 1         | 1384            | 350           |
| SSMB       | Obvaldo       | Melchsee-Frutt – Balmeregghorn                      | 1         | 1950            | 350           |
| SSSp       | Svitto        | Seebli – Spirstock (Hoch-Ybrig)                     | 1         | 1522            | 321           |
| STP        | San Gallo     | (Tannenheim)- Prodalp – Prodkamm                    | 2.        | 3240            | 720           |
| SUeR       | San Gallo     | Uetliburg – Rämel                                   | 1         | 931             | 200           |
| SVCS       | Grigioni      | Valata/Obersaxen- Cuolm Sura – Piz Mundaun          | 2         | 1457            | 350           |
| SVGa       | Grigioni      | Vals – Gadastatt                                    | 1         | 1855            | 533           |
| SVH        | Grigioni      | Vella – Triel – Hitzeggen                           | 2         | 3040            | 864           |
| SWAS       | Grigioni      | Wali – Alp Stein (Obersaxen)                        | 1         | 1420            | 429           |
| SWOG       | San Gallo     | Wildhaus – Oberdorf – Gamsalp                       | 2         | 2870            | 762           |
| TBLC       | Vallese       | Bruson – La Côte                                    | 1         | 1375            | 453           |
| TBRC       | Neuchâtel     | Buttes – La Robella                                 | 1         | 1230            | 442           |
| TC         | Vallese       | Champex – La Breya                                  | 1         | 1344            | 699           |
| TCA        | Vallese       | Chandolin – Remointze                               | 1         | 1460            | 532           |
| TDN        | Vallese       | Prarion – Tracouet                                  | 1         | 1448            | 360           |
| TDN        | Vallese       | Siviez – Combatzeline                               | 1         | 1522            | 508           |
| TDN        | Vallese       | Siviez – Tortin                                     | 1         | 2500            | 310           |
| TLLM       | Vallese       | Lana – La Meina (Chemeuille)                        | 1         | 1805            | 733           |
| TMFL       | Vallese       | Morgins – La Foilleuse                              | 1         | 1500            | 550           |
| TOJ        | Vallese       | Ovronnaz – Jorasse                                  | 1         | 1600            | 540           |
| TPCJ       | Vallese       | Plan-du-Croix (Torgon) – La Jorette                 | 1         | 686             | 297           |
| TPCT       | Vallese       | Plan-du-Croix (Torgon) – Tête du Tronchey           | 1         | 1840            | 550           |
| TPS        | Vallese       | Les Crosets – Marcheuson                            | 1         | 840             | 257           |
| TPS        | Vallese       | Les Crosets – Pointe des Mossettes                  | 1         | 1788            | 570           |
| TT         | Vallese       | Les Collons – L'Ethérolla                           | 1         | 1682            | 535           |
| VBR        | Vallese       | Riederalp – Hohfluh                                 | 1         | 1010            | 296           |
| VBU        | Vallese       | Unterbäch – Brand                                   | 1         | 1167            | 370           |
| WAB        | Grigioni      | Falera – Curnius                                    | 1         | 2008            | 408           |
| WAB        | Grigioni      | Flims – Foppa – Naraus (-Cassonsgrat)               | 1. & 2.   | 3280            | 744           |